# Molve
Molve (maďarsky Molna) je vesnice a správní středisko stejnojmenné opčiny v Chorvatsku v Koprivnicko-križevecké župě. Nachází se asi 7 km severozápadně od Đurđevace a asi 19 km jihovýchodně od Koprivnice. V roce 2011 žilo v Molve 1 432 obyvatel, v celé opčině pak 2 189 obyvatel.
Součástí opčiny jsou celkem 4 trvale obydlené vesnice.
- Čingi Lingi – 9 obyvatel
- Molve – 1 432 obyvatel
- Molve Grede – 280 obyvatel
- Repaš – 468 obyvatel

Dříve se zde nacházely též vesnice Gornja Šuma a Ledine Molvanske.
Vesnicí procházejí silnice D210, Ž2114 a Ž2184. Sousedními opčinami jsou město Đurđevac, Gola, Hlebine, Novigrad Podravski, Novo Virje a Virje.